# 노성찬
노성찬(한국 한자: 盧成瓚, 1989년 4월 4일 ~ )은 대한민국의 전 축구 선수이며, 포지션은 미드필더였다.